# I Run to You
"I Run to You" là bài hát được thu âm bởi ban nhạc đồng quê người Mỹ Lady Antebellum. Ca khúc được phát hành làm đĩa đơn thứ ba và cuối cùng từ album phòng thu đầu tay của nhóm, Lady Antebellum. Các thành viên Charles Kelley, Dave Haywood, Hillary Scott đã cùng Tom Douglas sáng tác bài hát này.
Ca khúc đã thắng giải CMA Single of the Year Award 2009 ngày 11 tháng 11 năm 2009, thắng giải Grammy cho Best Country Performance by a Duo or Group with Vocals, và được đề cử cho giải Grammy cho Ca khúc nhạc đồng quê xuất sắc nhất 2009,
Tại Vương quốc Anh và châu Âu, "I Run to You" được phát hành làm đĩa đơn thứ hai, và trích từ album Need You Now.

## Danh sách track và định dạng
European Digital Download (Anh, Đức, Pháp)
1. "I Run to You" - 4:18
2. "I Run to You" (Live at The Ryman) - 5:01

## Xếp hạng
"I Run to You" xuất hiện tại vị trí 50 trên Billboard Hot Country Songs ngày 31 tháng 1 năm 2009. Sau 26 tuần trên bảng xếp hạng, nó trở thành ca khúc quán quân đầu tiên của nhóm ngày 25 tháng 7 năm 2009 trên bảng xếp hạng này. Đây cũng là ca khúc đầu tiên của nhóm lọt vào top 40 của Hot 100, với vị trí #27. Đến ngày 4 tháng 1 năm 2010, ca khúc đạt chứng nhận Bạch kim của Hiệp hội Công nghiệp thu âm Hoa Kỳ cho doanh số bán nhạc số 1.000.000 bản.
| Bảng xếp hạng (2009-2010)             | Vị trí cao nhất |
| ------------------------------------- | --------------- |
| Anh (The Official Charts Company)     | 118             |
| Canada (Canadian Hot 100)             | 54              |
| Hoa Kỳ Billboard Hot 100              | 27              |
| Hoa Kỳ Hot Country Songs (Billboard)  | 1               |
| Hoa Kỳ Adult Contemporary (Billboard) | 14              |
| Hoa Kỳ Adult Pop Airplay (Billboard)  | 15              |

### Xếp hạng cuối năm
| Bảng xếp hạng (2009)   | Vị trí |
| ---------------------- | ------ |
| U.S. Billboard Hot 100 | 90     |

## Lịch sử phát hành
| Khu vực  | Ngày                | Định dạng             | Hãng đĩa                      |
| -------- | ------------------- | --------------------- | ----------------------------- |
| Hoa Kỳ   | 26 tháng 1 năm 2009 | Radio, Nhạc số tải về | Capitol Nashville             |
| U.S. CHR | 8 tháng 6 năm 2010  | Radio                 | Capitol Nashville             |
| Châu Âu  | 9 tháng 8 năm 2010  | Nhạc số tải về        | Parlophone, Capitol Nashville |